# Skurvekärr
Skurvekärr är en sjö i Kungsbacka kommun i Halland och ingår i Rolfsåns huvudavrinningsområde. Sjön är 4,9 meter djup, har en yta på 0,03 kvadratkilometer och befinner sig 71 meter över havet.